# デ・アーキテクチュラ

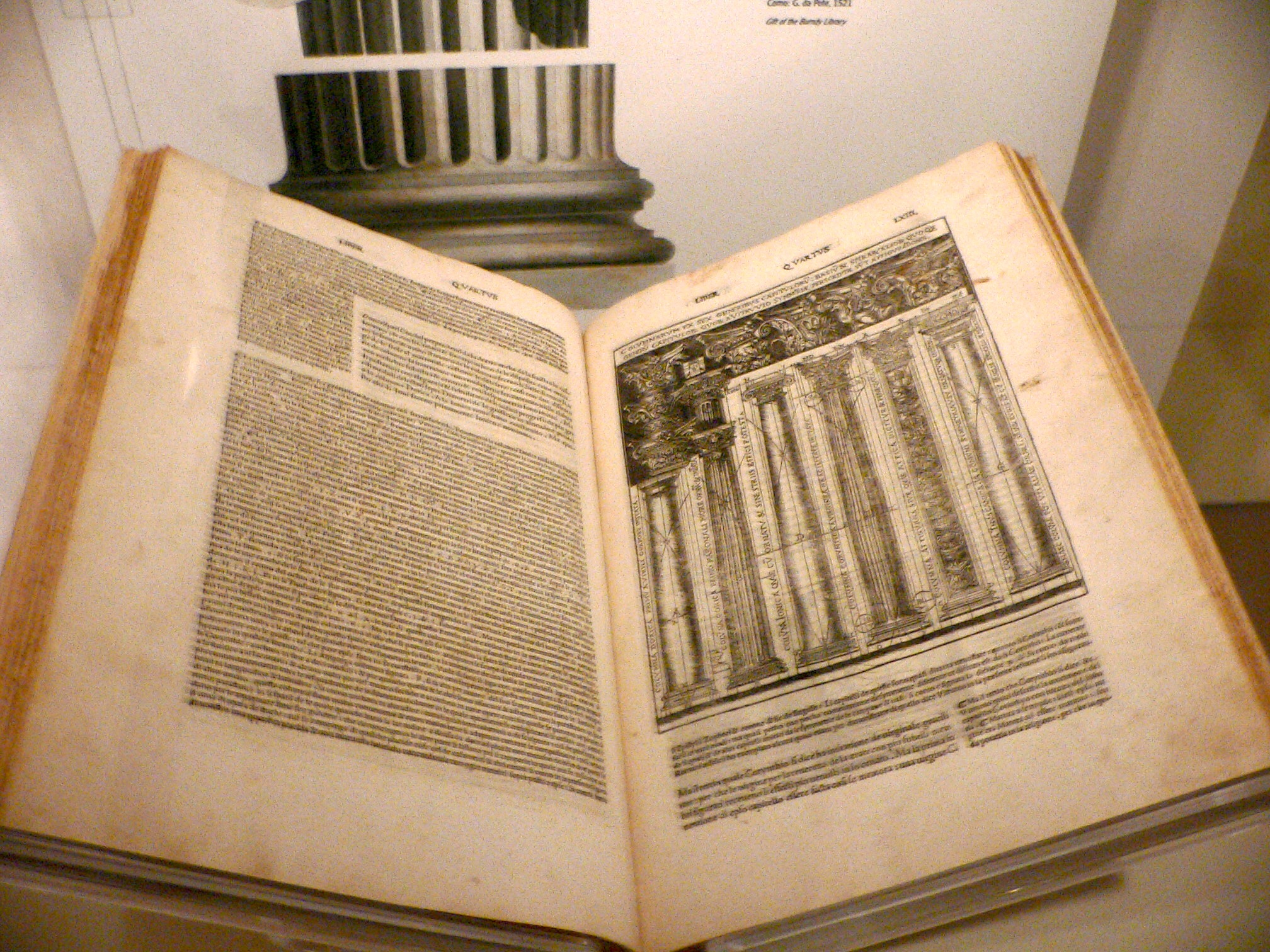
Cesare Cesarianoによって翻訳およびイラストされたDe architecturaの 1521 イタリア語版

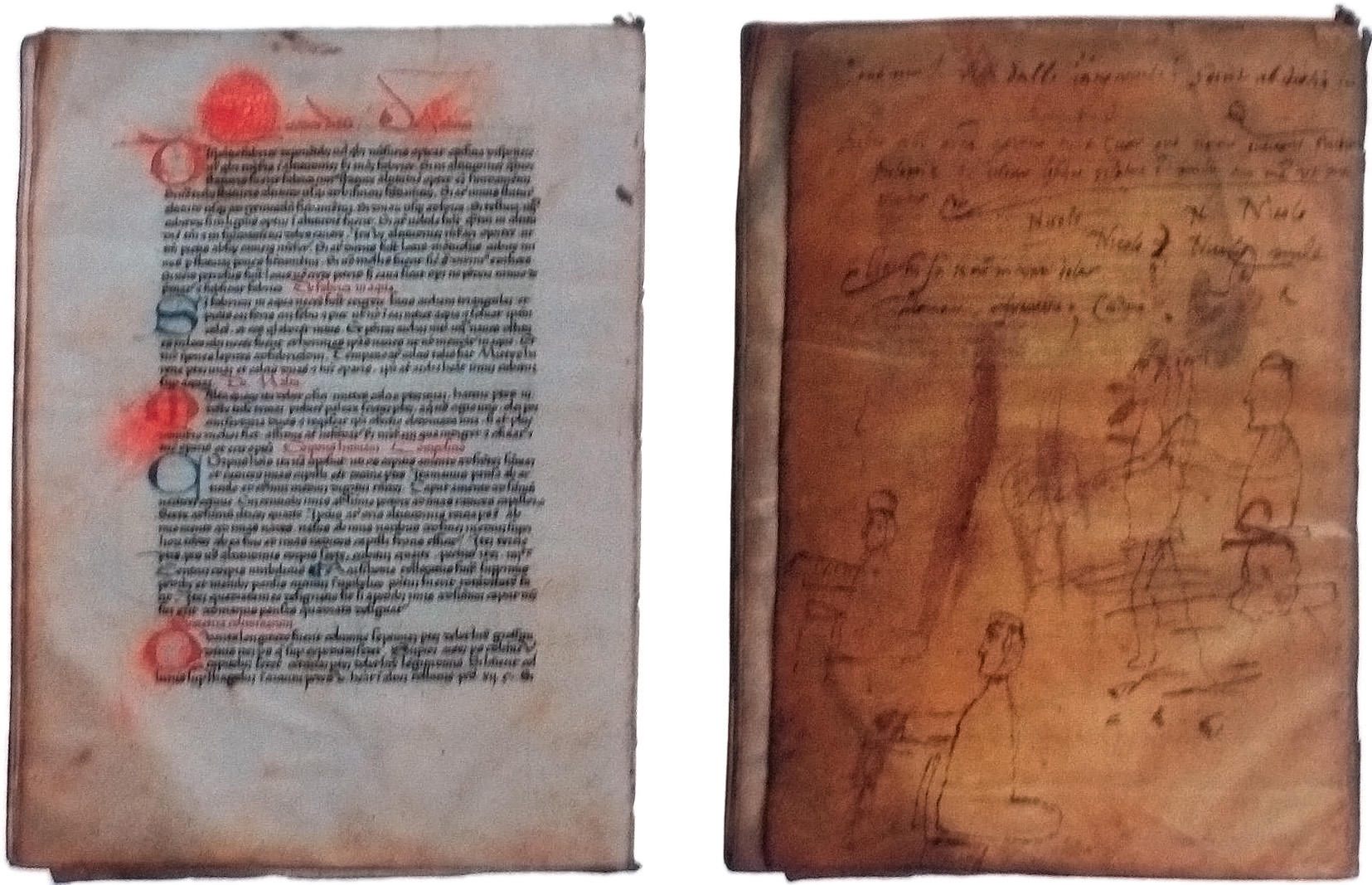
ウィトルウィウスの原稿1390年頃の羊皮紙

『デ・アーキテクチュラ』（ラテン語: De architectura、古典ラテン語読み: デー・アルキテクトゥーラー）は、古代ローマの技術者（architectus＝建築をはじめ、土木、機械などの制作を指導する技術者）であるウィトルウィウスによって著された、建築ほかの諸技術（architectura）について書かれた10の論文である。皇帝アウグストゥスに捧げられた。『建築について』『建築論』（英語: On architecture）、『建築十書』（Ten Books on Architecture）ともいう。
日本では森田慶一の翻訳が『ウィトルーウィウス建築書』として刊行されている。
建築に関する古代の包括的な論文として唯一今日まで残るものである。ルネサンス以来、建築理論に関する最古の本、そして正統な古典建築に関する主要な資料とみなされてきた。それはギリシャとローマの建物、そして軍事キャンプ、都市、そして大小の建築（水路、建物、浴室、港）と小さな構築物（機械、測定装置、計器）の計画と設計のための処方箋に関する様々な情報を含んでいる。
ウィトルウィウスはヴォールト、ドーム、コンクリート、その他のローマ建築に関連する革新的技術を記述しており、ローマの建築設計と技術に関する情報源となっている。
ウィトルウィウスはまた建築の比例との関わりで人体の理想的なプロポーションを論じている（第3書）。これをもとにルネサンス期のレオナルド・ダ・ヴィンチによって「ウィトルウィウス的人体図」（Homo Vitruvianus）が描かれた。

## 由来と内容
成立年代は紀元前33年から22年の間と考えられている（森田、P355）。
ウィトルウィウスは建築の3条件として『用・強・美』を挙げている（第1書）。強さは基礎が堅固で、十分な量の材料が注意深く選ばれている場合に保たれ（構造）、用は使用上支障がなく、具合良く配置されている場合に保たれ（計画）、美は外観が優雅であり、正しい比例を持っている場合に保たれる（意匠）とした。

### 本の構成
10の書は次のように編成されている。
De architectura - 建築十書
1. 建築家に必要な知識、建築の要素、都市計画（土地の選定、城壁の築造、道路の配置）
2. 建築の起源、建築材料（煉瓦、石材、木材等）
3. 神殿建築について、建築オーダー（イオニア式等）
4. 第3巻の続き（コリント式等）
5. 都市建築について（ローマ建築）、劇場、浴場等
6. 住居について、国内の建物（Domestic buildings、Roman villa）
7. 仕上げについて、床（ペーブメントデザイン）、壁（装飾のしっくい仕上げ）
8. 水について、給水および水路（ローマの水網）
9. 日時計の造り方について、関連する科学－幾何学 (geometry) 、測定学 (measurement) 、天文学 (astronomy) 、日時計の歴史  (History of sundials)
10. 機械について、建築用のクレーン、水揚げ装置、水車、ポンプ、車輪、弩砲（バリスタ）等（参照：ローマの包囲攻撃エンジン (Roman siege engines) 、ローマのテクノロジー (Roman technology) 、揚力 (hoisting) 、空気力学 (pneumatics) ）

美的原則は第3巻で概説されている。これはラテン語の修辞学（CiceroおよびVarroを通した）に部分的に由来しており、秩序、配置、割合、および意図された目的への適合性に関するウィトルウィウスの用語は何世紀にもわたって建築家を導いてきた。
建築だけでなく芸術、自然史および技術についても、ギリシャとローマの両方について多くのアンティーク作家の知識と見解を兼ね備えている。ウィトルウィウスは、文章を通して多くの当局を引用し、しばしばギリシャの建築家による神殿建築と建築オーダー（Doric、IonicとCorinthian）の開発を賞賛し、原始的な小屋での建築の起源の重要な説明を提供している。
このローマの作家はまた、建築家の資格（第1巻）と建築図面の種類についてもアドバイスしている。また、ローマが現在の地に建国したことについて都市の建設には最適であったと絶賛している。

### 建築
ローマの建築家は、工学、芸術、そして職人技の組み合わせで熟練していた。ウィトルウィウスが言及したのはこのタイプのものであり、事実は『De architectura』に反映されている。建築方面について触れていると思った多種多様な主題をカバーした。これには、数学から天文学、気象学、そして医学まで、現代の目には無関係に見えるかもしれない多くの側面が含まれていた。ローマの概念では、建築は人間とその周辺の肉体的、知的生活に関わるすべてを考慮に入れる必要があった。
したがって、ウィトルウィウスは建築に関する多くの理論的問題を扱う。たとえば、De architectura第二巻では、建築家がレンガを使ってソクラテス以前の物質論をよく理解し、その材料がどのように振る舞うかを理解するように助言している。本書第9巻はプラトンの抽象的な幾何学を測量技士の日常の仕事に関連付ける。占星術は人間の生活の組織への洞察力のために引用されているが、天文学は日時計の理解のために必要とされる。同様に、ウィトルウィウスは発明のためにアレクサンドリアとアルキメであるのクテシビオス (Ctesibius) 、音楽でアリストクセノス （アリストテレスの見習い）、そして劇はアガサルス (Agatharchus) 、建築についてマルクス・テレンティウス・ウァロを挙げている。またウィトルウィウスはマウソロス霊廟の彫刻家の中にプラクシテレスの名を挙げ、プリニウスとともに、ヘーラー神殿は建築家ロイコスとテオドロスが、アルテミス神殿はクレタのケルシフロンとその息子メタゲネスが設計を行ったとしているほか、テオスのディオニューソス神殿の建築家がヘルモゲネスであると記した。
ビル

ウィトルウィウスは、建築各部の意味をギリシア建築に由来するものとして解説している。

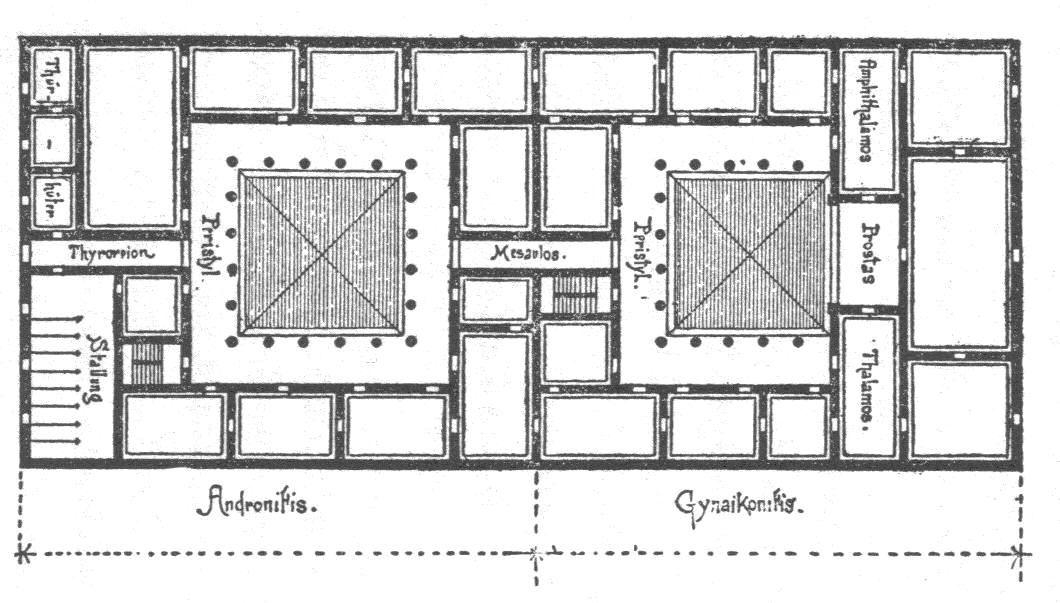
Vitruviusによるギリシャの家の計画

ウィトルウィウスは建築の精神に取り組もうとし、質は作品自体の形式や技量ではなく、芸術家の作品の社会的関連性にかかっていると宣言した。おそらく『De architectura』からの最も有名な宣言は建築家によって現在でも引用されているものである："Well building hath three conditions: firmness, commodity, and delight." 「うまく構築することは3つの条件を持つ：堅さ強さ、商品性実用性、そして喜び美しさ」。この引用はヘンリー・ワットン (Sir Henry Wotton) の1624年版から引用したものでウィトルウィウス（I.iii.2）の箇所をわかりやすく正確に訳したものである。しかしそれ以来、英語は特に "商品性（commodity）"という言葉に関して変わった。タグは通常誤解されている。「理想的な建物には3つの要素があり、丈夫で便利、そして美しい」と、現代のワットンの英語の解釈は解釈しているかもしれない。

## ローマの技術
De architecturaはクレーン、滑車などの工学構造に使用されるさまざまな機械、ならびにカタパルト、バリスタ、および包囲エンジンなどの戦闘用機械の説明はとても重要であるが、これらの機関をありふれたものとして扱っていることから、それらの発明はより古いと考えられる。このほかには日時計と水時計の製作、そして大気の動き（風）の性質を実証するための実験としてのアイオロスの球（最初の蒸気機関 ）の使用についても言及。水車や水車小屋については西洋では初めて水車場について工学的な記述を残している。オルガン#水オルガンを アレキサンドリアのヘロンとともに改良、この結果地中海地方に水オルガンが普及していった。

南フランスのPont du Gard ローマの水路

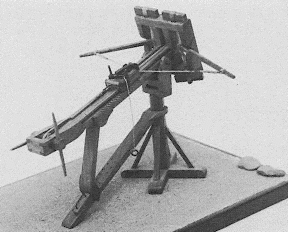
ローマのバリスタ

### 水道橋および製粉所
De architecturaの第8巻-10巻からは、現存する遺跡の考古学的研究と合わせてローマの技術について多くを知ることができる。ポン・デュ・ガールなどが南フランスにあり、ローマ時代の技術の力の証がわかる。元帝国のいたるところに、そのような巨大な建造物が数多くある。ローマの水道工事についてのウィトルウィウスの説明は短いであるが、特にそれらの調査方法、および必要な材料の慎重な選択については重要な詳細について述べている。
De architecturaは、ローマの多くの水路を管理するために西暦1世紀後半に任命された将軍、セクストゥス・ユリウス・フロンティヌスを助けたと推察でき（？）、フロンティヌスは、1世紀のローマの水路に関する決定的な論文であるDe aquaeductuを残し、違法なパイプを水路に差し込むことによって引き起こされる水の摂取と供給の間の食い違いを発見できた。ローマ帝国は、フランスのバーベキュー（バルブガル水道と水車群跡）で少なくとも16ある水車のセットが示しているように、水路は水力を開発するのに利用されていた。製粉所は非常に効率的な操業で穀物を粉砕でき、そして後のヒエラポリス製材所のような他の多くの製粉所が現在でも知られている。

### 材料

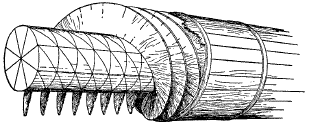
アルキメであるの水ネジの設計

ウィトルウィウスは、飲料水を通すには鉛管より、陶管が好ましいと述べた（第8書）。鉛白は有毒であることが知られており、ウィトルウィウスは当時の鉛職人の健康状態も観察していた。（1986年、アメリカは鉛中毒の神経学的損傷のために配管工事における鉛の使用を禁止した。しかし、ローマや他の多くの都市で使用されている水の多くは非常に硬く、パイプの内面を覆っていたため、鉛中毒は起こりそうもなかった？。）
ウィトルウィウスはアルキメであるについての有名な物語である王室の王冠で偽造された金の判別を関連付けた。アルキメであるが王冠の容積が水浴で作られた変位によって正確に測定されることができると気づいたとき、彼は「ユーレカ！」の叫びで通りに走りだし、そしてその発見により彼は王冠の密度を純金と比較することができた。彼は王冠が銀と合金にされていたことを示し、王は詐欺にあったことがわかったのである。
この他酢が金属に作用して芸術に有用な顔料、たとえば鉛白（塩基性炭酸鉛）やビリジリス（酢酸銅(II) を含む銅塩の緑色の混合物）となることについて著述している。

### 脱水機

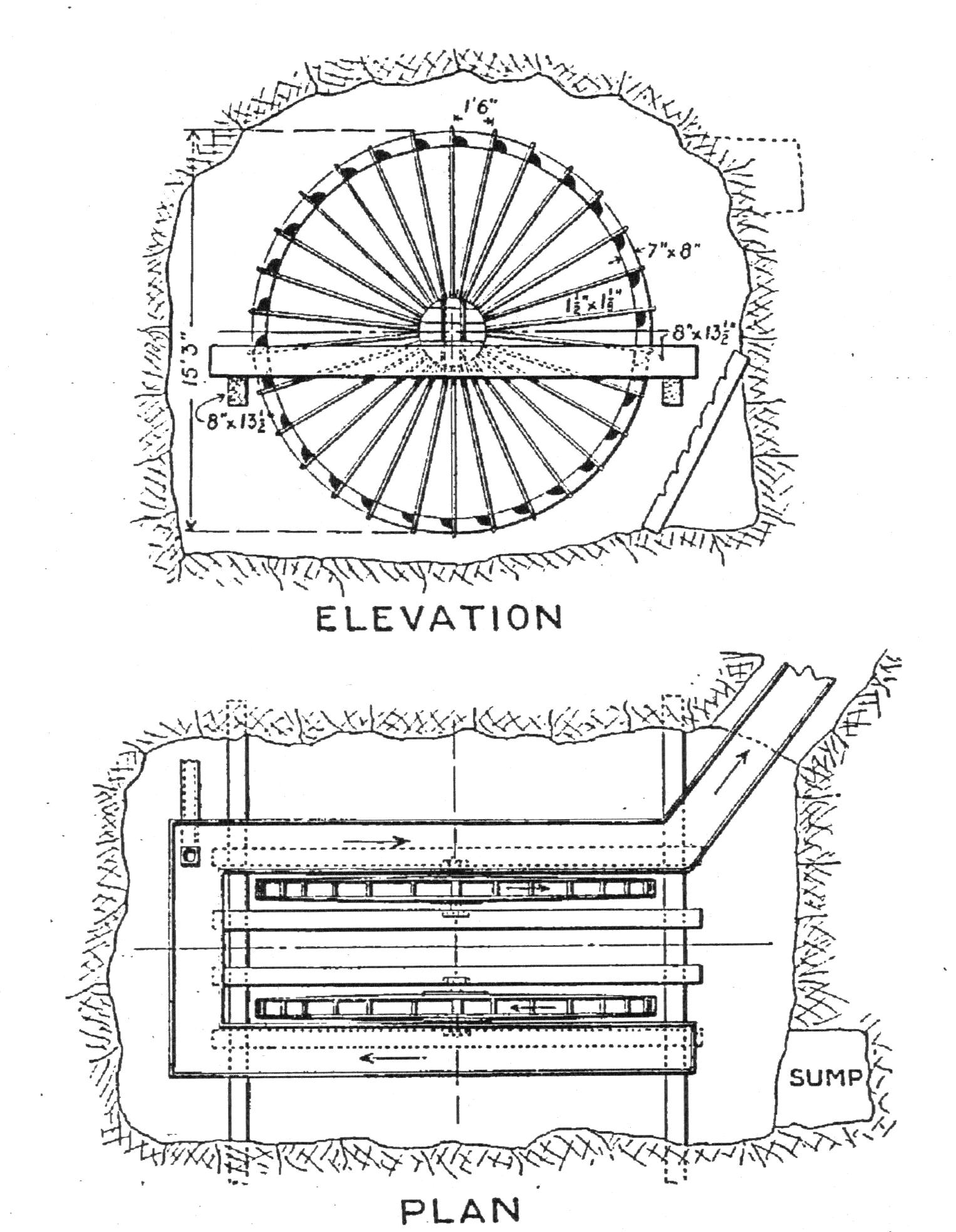
Rio Tinto鉱山の排水輪

名前でアルキメであるを言及しなかったがウィトルウィウスは第10巻でアルキメであるのネジの構造を説明している。それは当時畑や水山を灌漑するために水を集めるために広く使われていた装置であった。
De architecturaで言及されている他の持ち上がる機械はバケツの無限のチェーンと逆のオーバーシュートされた水車を備える。水を持ち上げるために使用される水車の残骸は、スペインのリオ・ティントやウェールズ西部のDolaucothiなどの古い鉱山で発見されている。
ティントからの車輪の1つは現在大英博物館にあり、後者の1つは国立ウェールズ美術館にある。これらの鉱山が近代採掘の開始で再び開発されたときに遺跡が発見された。
各車輪は、外縁に滑り止めを使用することによって、車輪の上部で装置を踏む鉱夫によって作業されていたはずで、鉱山でそのような機器を使っていたことは、それらが完全に活動の範囲のためのパワーを開発する水車、否ただ小麦を研ぐだけかたぶん材木で切り取る、つぶれる鉱石を産出するためなど、設備を使っている可能性があったのをはっきりと暗示している。

### 強制ポンプ

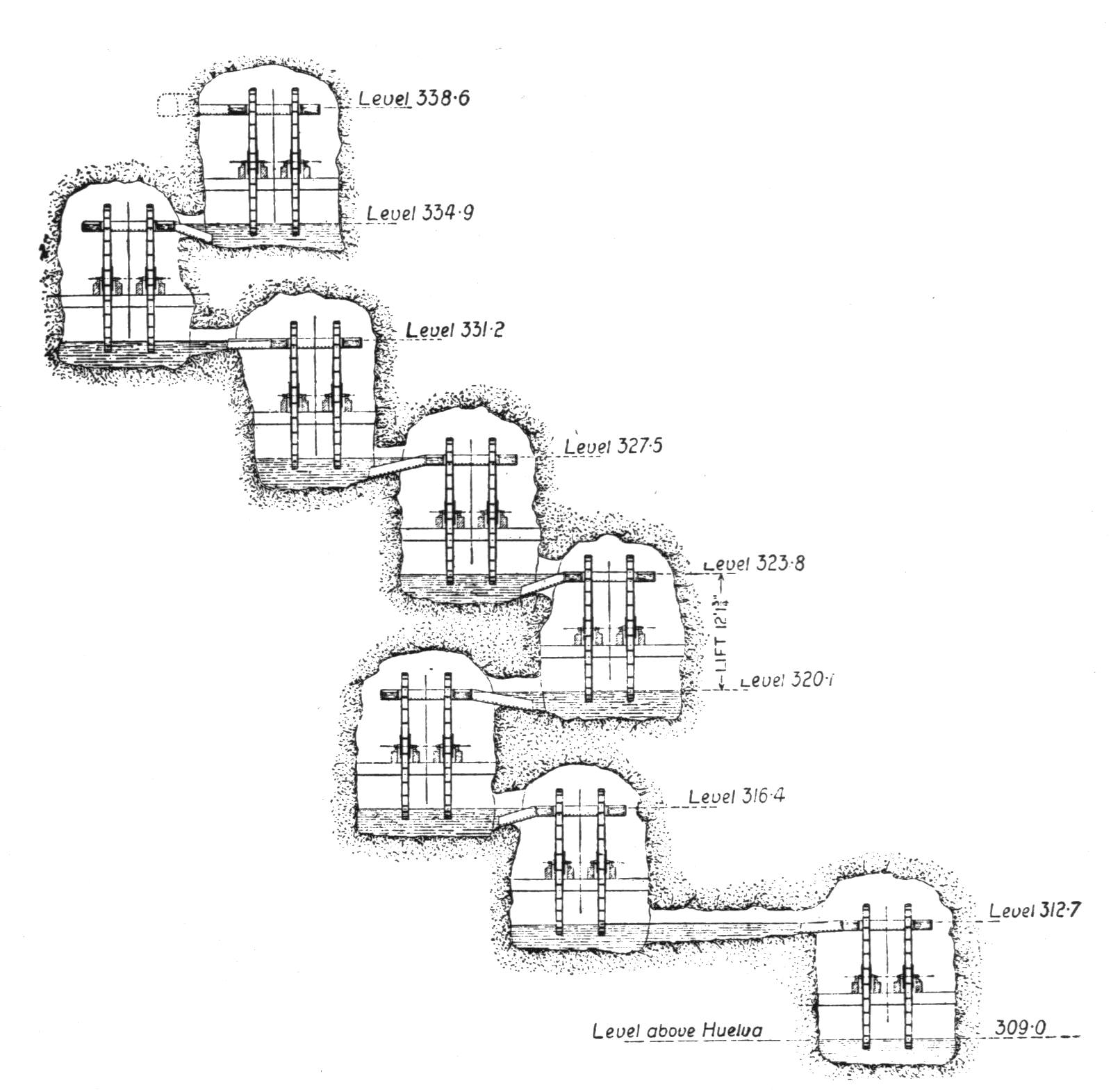
ティント川で見つかったドレナージホイールのシーケンス

クテシビオスは、ウィトルウィウスが機械の上に水頭を形成できるようにバルブ付きの青銅で作られていると説明した強制ポンプ(フォースポンプ)の発明を評価した。装置はまたアレクサンドリアのヘロンのPneumaticaにも記述されている。この機械はレバーを上下に動かす際に手で操作される。彼はより平凡な使用は単純に消防としてかもしれないが貯水池の上に噴水を供給するために、その活用について言及した。なお1つはイギリスのカッレウァ・アトレバトゥム(ローマ・シルチェスター)か遺跡都市アトレバトス (Calleva Atrebatum) で見つかり、そしてもう1つは大英博物館で展示されている。その機能は説明されていませんが、ウィトルウィウスがしめしたように、両方ともブロンズ製である。
ウィトルウィウスは、クテシビオス考案のいくつかのオートマトンについても言及しており、有用な機能を果たすのではなく、娯楽と楽しさを目的としている。

### セントラルヒーティング

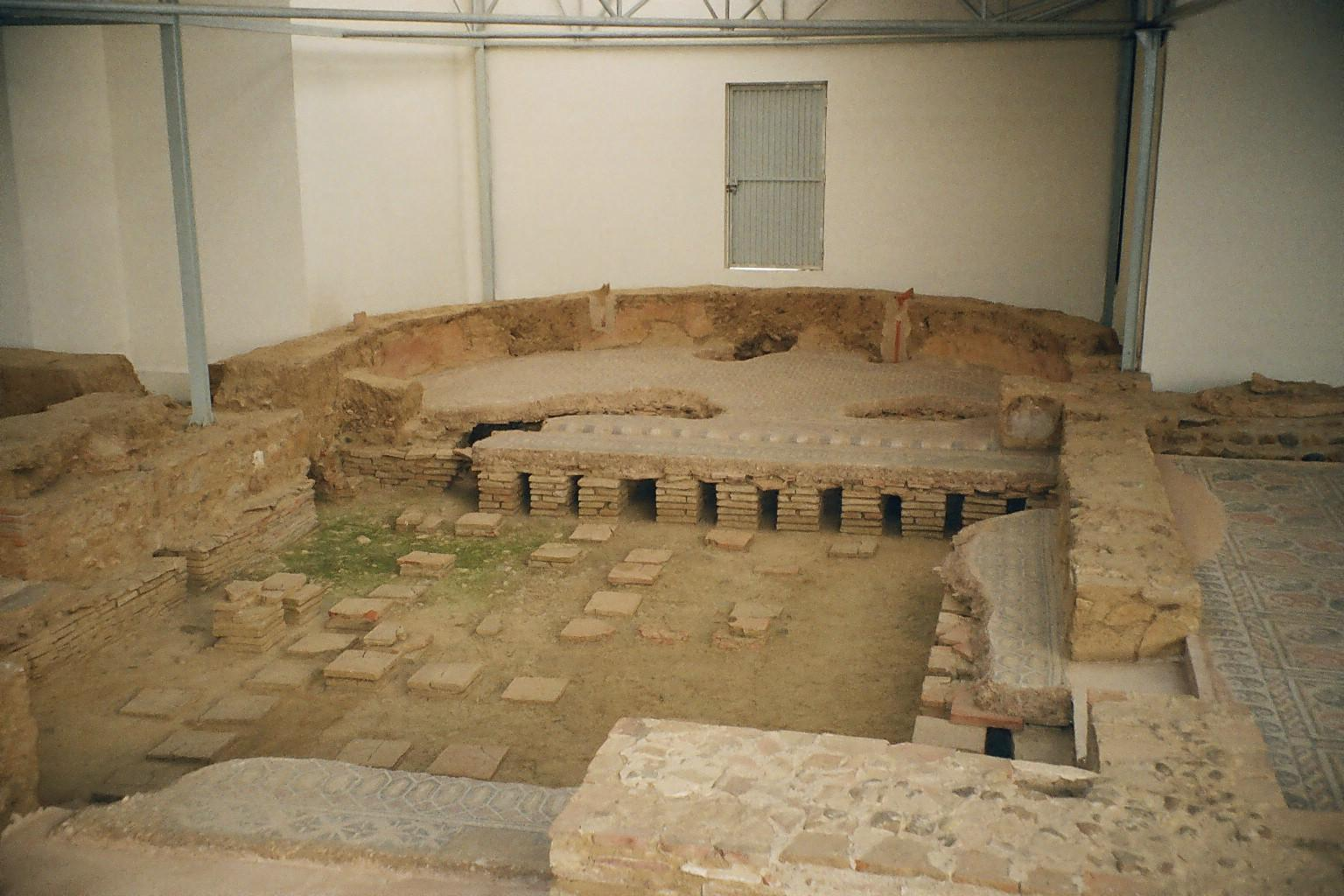
ローマの別荘の床下にある下顎骨の跡： エクセドラの下の部分は覆われている。

ウィトルウィウスは、住民の生活環境を改善するため建築設計における多くの革新事について説明。その中で最も重要なのは、火によって発生した熱風が床下や公衆浴場や別荘の壁の内側に導かれる一種の集中暖房であるハイポコーストの開発である。燃費が最大になるように建物を設計する方法について明確な示唆を与えた。たとえば、カルダリウムはテピダリウムの隣にある、続いてフリギダリウムなど。
彼はまた、暖かい部屋の中の熱を制御するために一種の調節装置、円形の開口の下で屋根の中に設置されたブロンズディスクを使用することを勧めた。彼は自分ではそれを提案しなかったが、逆オーバーシュート水車のような脱水装置は恐らくディオクレティアヌスのカラカラ浴場やディオクレティアヌス浴場ようなより大きな温泉施設の上のヘッダータンクに水を持ち上げるためにより大きな浴場で使われたようである。

### 測量機器
調査の時にウィトルウィウスがよく行われたにちがいないことは測量機器の説明で、特に下げ振り垂線を使うグローマ測量、機器と好んで比較した水位またはコロバテス (Chorobates) の説明により示される。それらはすべての建設作業において、特に水路工事において不可欠であり、そこでは一様な勾配が水路の壁を影響することなく規則的な水の供給を提供するために重要であった。ほかにホドメーターや本質的には道路沿いの距離を自動的に測定するための装置、ポイティンガー図のような正確な旅程を開発するために不可欠な装置についても言説した。

### 海面変化
De architecturaの第4巻1小節4では、アテネの都市と小アジア「現代トルコでの土地カリア」など13もの都市の説明があり、これらの都市は次のとおり：エフェソス、ミレトス、ミウス (Myus) 、プリエネ、サモス、テオス (イオニアの都市)、コロポン、チウス (Chius) 、エリスレー（エリュトライ (Erythrae) 、ポカイア、クラゾメナイ、レベドス (Lebedos) 、マルタ、以降14番目に スミルナ (Smyrnaeans) 。第3の都市、チウスは「昔、水とその神聖な儀式と政権により飲み込まれる」と表現されている。この文は、ウィトルウィウスの執筆時点で、海面の変化や地盤沈下が起こっていることが分かっていたことを示している。これらの都市のレイアウトは一般的に南から北にあり、そのためMyrusが配置されるべき場所は内陸にあるように見える。
De architecturaの執筆以来、この地域では圧密または海面の下落が発生している。後の帝国時代には、海面の変化やその憶測を示すものではありませんであったが、多くのローマ時代の港は現代の作家が「沈泥」と表現したものに苦しんでいた。港を浚渫するという絶え間ない必要性は国庫にとって大きな負担となり、この費用が帝国の最終的な崩壊に大きく働いたと推測する人たちもいる。イギリスのエセックスにあるローマの塩工場は今日5メートルの等高線にあり、これが海岸線であることを意味している。これらの観察結果は、De architecturaの執筆以降では海岸線の変化に影響するシルト化と土壌の圧密の程度を示しているだけと理解できる。

### アストロラーベ
アストロラーベ
最古の使用が証明されているステレオ投影機では、アレクサンドリアで照応的な時計（推定されるのはclepsydra又は水時計）が『De architectura』にある。時計は、ワイヤー・フレーム後ろの星で回転フィールドを持ちいてワイヤ枠組（クモ）と星の位置は、日の時間を示し、立体画法の投射を使っていた。3世紀に1番目から日付を書かれる同様な建築物はその後ザルツブルクおよび北東のフランスで発見された。従って、そのようなメカニズムでローマ人の間でかなり普及していたと推定される。

### その他
- アトラス (建築)、カリアティード、グロテスク、パライストラ、エンタシス、アンフィテアトルム、カノン (美術)、ネメシス (デューラー)、アンティキティラ島の機械、古代ギリシアの音楽ヒュドラウリス、外輪船、トラヤヌス浴場について紹介および言及
- 本棚については、本の収納にはアルマリウム（戸棚）ラテン語armarium が、貴重品や本、家財道具などをしまい込む家具を指して使用されていたことを言及
- ビザンチウムのフィロン (発明家)による空気圧式エンジンに関する研究
- 円周率についてウィトルウィウスは、25/8 を使った。8 で割ったほうが建築には便利だったためである。小数だと 3.125
- アリストファネスはプトレマイオス3世が主催した詩の大会で任命された7人の審判のうちの1人であったとしている
- バビロニアの占星術はギリシア人やヘブライ人たちのそれにも影響を与えたこと、そしてバビロニアの天文学者ベロッソスは小アジアのコス島でその教えを伝えたと記録している

## 現存と再発見
ウィトルウィウスの作品は、9世紀初頭のカール大帝の宮殿の聖典に負っている多くのラテン語テキスト例の1つ （古典的な原稿を見つけて再コピーするこの活動は、カロリング朝ルネサンスと呼ばれるものの一部）。ウィトルウィウスの作品で残った原稿の多く、そこに書かれた既存の原稿は 大英図書館の原稿「Harley 2767」から派生したものである。

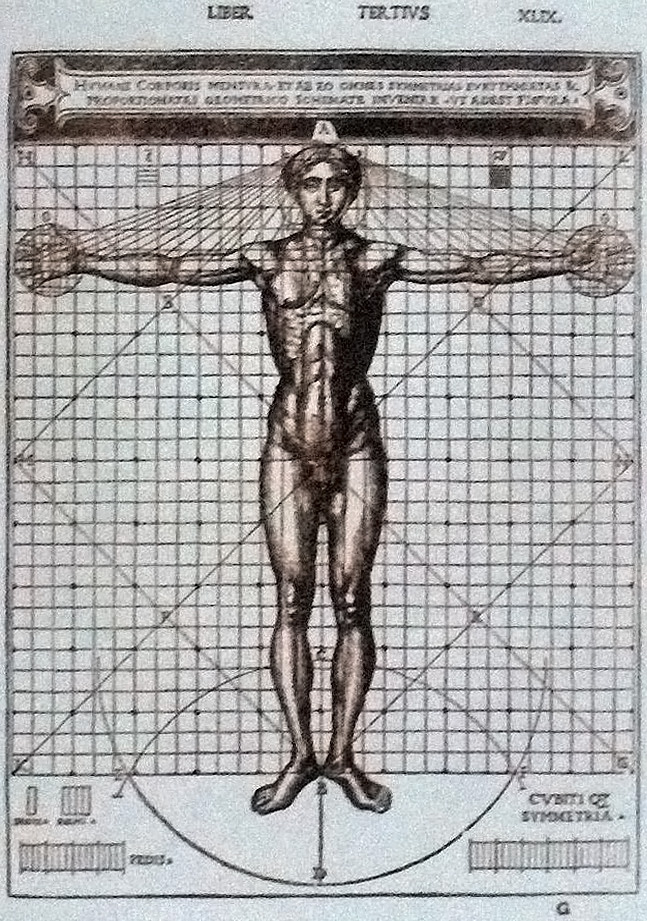
ウィトルウィウス的人体図、ウィトルウィウスVitruviusによるDe architecturaの版の中の図。Cesare Cesariano（1521）のイラスト付きエディション

これらのテキストはただコピーがなされただけでなく、歴史家言及以来シャルルマーニュ大帝の法典でも知られて、アインハルトの僧正は、いくつかの技術語の説明のためのアルクィンを訪問し、イギリスの牧師にも尋ねられている。が、結構な人間がテキストを読んでいることが知られ、または間接的に含め、Vussin、ラバヌス・マウルス・マグネンティウス、ライヒェナウのヘルマン、サン・ヴィクトルのフーゴー、MelkeyのGervase、マームズベリのウィリアム、テオドリック・トロン、ペトラス・ディアコニス（Petrus Diaconus）、アルベルトゥス・マグヌス、フィリッポ・ヴィッラーニ（Filippo Villani）、ジャン・ド・モントルイユ、ペトラルカ、ジョヴァンニ・ボッカッチョ、ジョバンニ・デ・ドンディ、ドメニコ・ディ・バンディーノ、ニッコロ・アッチャイオーリ（Niccolò Acciaioli） フィレンツェ、ヒルであるハイムのベルンワード、そしてトマス・アクィナス らがそれに影響されている。1244年、ドバイの兄弟,ボーヴェのヴァンサン(ヴィンセント・オブ・ボーヴェ)は、中世「スペキュラム・メイウス」のすべての知識についての彼の大要の中で、『De architectura』について多数の言及をした。
『De architectura』の多くのコピーは、8から15世紀にかけて時代遅れになり中世の間に手書きの形に存在し、92は公的なコレクションにおいて、まだ入手可能であるけれども、それらは、ことによるとウィトルウィウスにより使われた多くの特殊化されたラテンの期間の退化のため配慮をほとんど受け取らなかったようである。そして、テキストの部分を理解していることについて役立つと考えられるオリジナル10巻説明のほとんどは損失している。
>ウィトルウィウスの作は、1414年にフィレンツェの ヒューマニスト、 ポッジョ・ブラッチオリーニによってスイスのサンクトガレン修道院で発見された。古典的な文化的・科学的遺産への興味が復活したように、彼はルネサンス思想家の受容的な聴衆に原稿を宣伝した。
最初の印刷版（ editio princeps ）は、インキュナブラ版で、1486年にヴェローナの学者フラ・ジョヴァンニ・スルピティウス (Fra Giovanni Sulpitius) によって出版されたが（1495年または1496年には2番目の版と共に）、図は示されませんであった。ドミニカ共和国の修道士 ジョヴァンニ・ジョコンド (Fra Giovanni Giocondo) は、1511年にヴェネツィアで木版画で描かれた最初のバージョンを制作した。それには徹底的な哲学的アプローチとすばらしいイラストを添付されていた。
イタリア語への翻訳は1520年代までに流通していたが、最初の印刷物は1521年にコモで印刷された建築家ドナト・ブラマンテのミラノ人の友人、チェザレ・チェザリアーノ (Cesare Cesariano) による新しいイラストによる翻訳である。それは他のヨーロッパの言語に急速に翻訳された –   最初のドイツ語版は1528年に出版された –   そして1547年には最初のフランス語版が続いた（しかし多くの間違いを含んでいた）。スペインの最初の翻訳は、Miguel de UrreaとJuan Gracianによって1582年に出版された。最も権威があり影響力のある版は、1673年にジャン＝バティスト・コルベールによって1664年に依頼されたクロード・ペローによって1673年にフランス語で公表された。
ジョン・シュート (John Shute) が1563年に彼の著書『The First and Chief Grounds for Architecture』のためにテキスト上に描いていたが、最初の英訳は1692年に続いた。1692年の翻訳はフランス版クロード・ペローに基づく要約である。英語を話す人は、1771年までの最初の5巻の全翻訳と1791年までのすべてのことを待たなければなりませんであった。ウォットン卿の1624年版『Elements of Architecture』は、文字通りの翻訳よりも自由に改作されたものであるが、1692年の翻訳ははるかに省略されている。印刷の芸術のおかげで、ウィトルウィウスの作品は非常に詳細で説明的なイラストで、解釈学方面で人気のある主題となり、そして広く知られるようになった。

## 影響

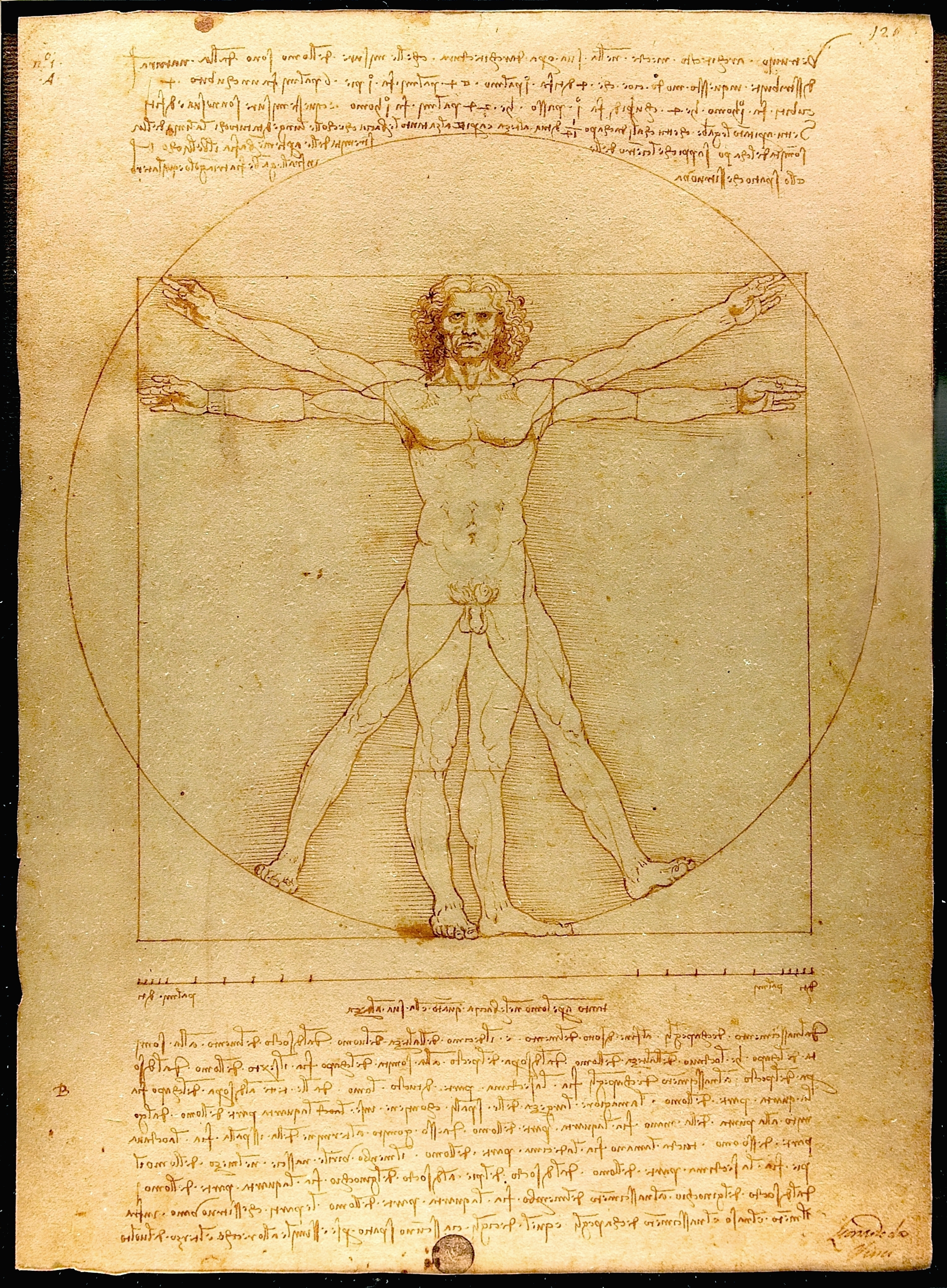
ウィトルウィウス的人体図、レオナルドダヴィンチ（c.1485-1490）

本書の再発見はルネサンス期の建築家たちに大きな影響を与え、その後数世紀のうちに古典建築の復活を促した。ニッコロ・ニッコリ、フィリッポ・ブルネレスキ、レオン・バッティスタ・アルベルティら、ルネサンスの建築家は、『De architectura』で知識の分枝を科学的分野まで高めると同時に職人技能を強調することの理論的根拠を見いだした。レオナルド・ダヴィンチの最もよく知られている図面、ウィトルウィウス的人体図はヴィトルビアと呼ばれて開発されたプロポーションの概念に基づいている。
英国の建築家イニゴー・ジョーンズとフランス人のSalomon de Causは、ウィトルウィウスが建築の必要な要素、つまり数と割合に基づく芸術と科学 （建築）を考慮した分野を再評価し、自らも実践した。16世紀の建築家アンドレーア・パッラーディオはウィトルウィウスをその道のマスターおよびガイドと考え、彼自身の建築指針を想する際にウィトルウィウス式に基づいていくつかの図面を作った。